# إلياس كولبير
الياس كولبير (بالإنجليزية: Elias Colbert )‏ (و. 1829 – 1921 م) هو صحفي، ومؤرخ، وعالم فلك من الولايات المتحدة الأمريكية . ولد في فرنسا.
توفي في شيكاغو، عن عمر يناهز 92 عاماً.